# A Cispra
A Cispra fou una revista literària corsa escrita totalment en cors. Fou fundada per Saveriu Paoli i Ghjacumu Santu Versini el 1914. Tot i que només en va sortir un número, ja que fou tancada al cap d'un mes, quan començà la Primera Guerra Mundial, és considerada com una publicació emblemàtica tant per a la literatura com per al nacionalisme cors, i la seva sendera fou continuada per altres publicacions com A Muvra i L'Annu Corsu.
La introducció d'"A Cispra", era: "Autonomia ò Degenerazione di l'Individualisimu Corsu" firmat per Paoli i encara avui impressiona per la duresa de les seves paraules. Un altre autor, a l'interior, destaca la frase: "A Corzica un n'è mic'un dipartimentu francese: è una Nazione vinta ch'hà da rinasce!". Per primer cop es reclama l'autogovern i la fi de la francesització cultural.

## Contingut de "A Cispra"
- U Pastore: poesia de Ghjacumu Santu Versini.
- M'innamoru: poesia de Ghjacumu Santu Versini
- Neve: poesia de Ghjacumu Santu Versini